# Emil von Lyncker
Emil Louis Albert Ernst Freiherr von Lyncker (* 15. Dezember 1849 in Tilsewischken in Ostpreußen; † 5. Juni 1931 in Wiesbaden) war ein deutscher Konteradmiral der Kaiserlichen Marine.

## Leben

### Herkunft
Emil von Lyncker war der älteste Sohn von August Crescentius von Lyncker (1825–1894) und von Maria, geb. Burchard (1827–1898).

### Militärkarriere
Emil von Lyncker trat am 15. April 1867 in die Preußische Marine ein. Als Leutnant zur See wurde er am 20. August 1880 Kommandant des neu in Dienst gestellten Panzerkanonenbootes Basilisk. Mitte September 1880 wurde das Schiff nach einer Probefahrt bereits wieder außer Dienst gestellt, aber bereits 10 Tage später unter dem weiteren Kommando von Lyncker reaktiviert. Bis 20. November 1880, an diesem Tag wurde das Boot erneut außer Dienst gestellt, blieb er dessen Kommandant. Ab dem 20. September 1880 war er Kommandant der neu in Dienst gestellten Crocodil. Am 20. Oktober 1880 wurde das Boot unter seinem Kommando bereits wieder außer Dienst gestellt. Am 16. April 1881 wurde er Kapitänleutnant.
Von März 1887 bis April 1889 war er Kommandant der Loreley. Als Korvettenkapitän (Patent zum 20. April 1889) war er 1890 Artillerieoffizier vom Platz und Vorstand des Artilleriedepots in Friedrichsort. Von Mai 1892 bis 20. September 1892 war er Kommandant des Aviso Zieten. Als Kommandant der Kreuzerkorvette Marie war er von Dezember 1892 bis April 1893 eingesetzt.  Am 27. Januar 1895 wurde er als Ausrüstungsdirektor der Werft in Wilhelmshaven zum Kapitän zur See befördert.
Später war er vom 20. April 1899 bis 13. Juli 1899 Kommandant der neu in Dienst gestellten Hansa. Später wurde er noch Konteradmiral und war Ehrenritter des Johanniterordens.

### Familie
Am 20. März 1887 heiratete er in Wiesbaden Ellen, geb. von Meyenn.